# Скривени хришћани
Скривени хришћани (јап. 隠れキリシタン, какуре кириштан) је историјски термин за јапанске хришћане који су одржавали своју веру у тајности након забране хришћанства у Јапану 1614, све до проглашења верске толеранције током Мејџи реформи (1868). У периоду прогона, око 3.000 јапанских хришћана изгубило је животе због своје вере, док је неколико десетина хиљада успело да се одржи у тајности све до легализације хришћанства у Јапану 1873. године.

## Позадина

### Хришћанство у Јапану
Први европски трговци - Португалци - стигли су у Јапан 1543. године, а први хришћански мисионари, језуити које је предводио Франциско Хавијер, већ 1549, на врхунцу стогодишњег периода грађанских ратова и анархије познатим као Сенгоку (1467-1600). У жељи да подстакну трговину са Европљанима, који су доносили луксузну робу из Индије и, још важније, прво ватрено оружје, део феудалних господара у југозападном Јапану дозволили су рад хришћанских свештеника и подизање католичких храмова на својим поседима. Већ 1574. властелин Омура Сумитада, господар Нагасакија на јужној обали острва Кјушу, примио је хришћанство (примивши хришћанско име Бартоломео) заједно са 60.000 својих поданика (под претњом изгнанства) и спалио локалне будистичке храмове. Године 1580. хришћанство је примила и породица Арима, која је владала оближњим полуострвом Шимабара, а господар Бартоломео Омура поклонио је Нагасаки католичкој цркви, чиме је Нагасаки постао полу-независна језуитска колонија у Јапану. Године 1582. на западној обали Кјушуа још један великаш, Отомо Сорин, примио је хришћанство, и хришћански великаши са Кјушуа послали су делегацију јапанских хришћана папи, која је препловила пола света и свечано примљена на двору шпанског краља Филипа II и папе Сикста V. Већ 1585. област Нагасакија, Шимабаре и оближњих острва Амакуса имала је 150.000 хришћана, 200 католичких цркава и 85 свештеника, са језиутским семинаром у Шимабари са 100 ученика. 1590. делегација из Европе се срећно вратила у Јапан и донела прву штампарску машину, која је у периоду 1591-1597. радила на острвима Амакуса, а затим 1597-1606. у Нагасакију.
До краја 16. века, број хришћана у Јапану, од простих сељака до читавих аристократских породица, достигао је скоро пола милиона, углавном сконцентрисаних на острву Кјушу, док је даље на северу ширење хришћанства наишло на одлучан и организован отпор будистичких манастира, свештенства и верника.

### Хидејошијеви прогони хришћана (1587—1598)
Уједињење Јапана под Тојотоми Хидејошијем донело је и први организовани отпор ширењу хришћанства. Након Хидејошијевог освајања острва Кјушу (1587), које су језути из Нагасакија и хришћански господари подржали, Хидејоши је 25. јула 1587. неочекивано донео едикт којим је забранио насилно превођење јапанских сељака у хришћанство, осудио хришћанско уништавање будистичких храмова и наредио протеривање свих католичких мисионара из Јапана у року од 20 дана. Овај едикт је такође гарантовао слободу приватног исповедања хришћанске вере и слободу трговине Португалцима у Јапану, док је мера о протеривању мисионара остала неспроведена у дело, иако је њихов јавни рад био забрањен. Популација Нагасакија, који је до доласка језуита био мало рибарско село, остала је већином хришћанска, иако је град добио владиног гувернера, а хришћанска властела задржала је своје поседе. Године 1592. Хидејоши је започео инвазију Кореје у којој је хришћанска властела са Кјушуа на челу са Кониши Јукинагом - познатим и под хришћанским именом Августин Кониши (господаром острва Амакуса), случајно или намерно, стављена у претходницу главне војске и претрпела најтеже губитке. Отворени прогон хришћана почео је тек 1596, када се шпански галеон Сан Филипе са товаром свиле из Маниле насукао на обали острва Шикоку: Хидејошијеви самураји запленили су бродски товар, на шта су шпански морнари отворено запретили Јапанцима да иза њих стоји непобедива Армада шпанског краља. Схвативши ово као директну претњу шпанском инвазијом, регент Хидејоши прогласио је све стране мисионаре уходама и 1597. у Нагасакију је по његовом наређењу разапето 26 хришћана (6 фрањеваца, 3 језуита и 17 јапанских преобраћеника), како би се остали застрашили и натерали да одустану од своје вере. Хидејоши је умро 1598, и нова влада обуставила је прогон хришћана, али у грађанском рату који је кулминирао битком код Секигахаре (1600), хришћанска властела из западног Јапана борила су се већином за поражену Западну армију, а Кониши Јукинага, највећи хришћански великаш, погубљен је после битке заједно са Ишида Мицунаријем. Бивши поседи Августина Конишија подељени су новим господарима: они на Кјушуу породици Хосокава (која се одрекла хришћанске вере), а острва Амакуса породици Теразава: сви хришћански самураји натерани су да потпишу одрицање од своје вере, под претњом прогонства и одузимања поседа.

### Забрана хришћанства у Јапану (1614)
Пошто је основао нови шогунат, Токугава Ијејасу у почетку је толерисао хришћанство у Јапану, пошто се знатан део хришћанске властеле  (Курода Нагамаса, Арима Харунобу) борио на његовој страни. Међутим, шогуново поверење у хришћанске великаше неповратно је уздрмано 1612. открићем завере Окамото Даихачија, шогуновог секретара и хришћанина, који је од Арима Харунобуа, хришћанског великаша, примио новац како би од шогуна издејствовао проширење својих поседа. Оваква издаја двојице хришћана који су до тада уживали шогуново поверење и наклоност убедила је Ијејасуа да је хришћанство дубоко неморална религија, која не поштује јапанске законе.
Након доласка делегације са католичких Филипина 1614, која је понудила склапање трговачких и дипломатских односа, нови шогун Токугава Хидетада је 1. фебруара 1614. донео нови едикт, којим је званично забранио хришћанство у Јапану, протерао из земље све хришћане и Европљане, укључујући и децу из мешовитих бракова, изузев Холанђана (који су као протестанти радо скрнавили католичке светиње, па у очима Јапанаца и нису сматрани хришћанима). Генерацију после битке код Секигахаре, хришћанство је у Јапану постало тајна, забрањена религија: сви становници морали су да се региструју у локалним будистичким храмовима, а људи за које се сумњало да су тајно хришћани терани су од стране владиних чиновника да газе крстове и скрнаве хришћанске светиње, како би се јавно одрекли своје вере.
Већина јапанских хришћана, чак и у Нагасакију, где су били у већини, без отпора се вратила будизму својих предака. Мали део хришћана напустио је Јапан, а још мањи отворено је одбио да се покори и кажњен је смрћу, већином распећем на крсту. Јуна 1622. у Нагасакију разапето је 55 хришћанских мученика, и спаљена гомила језуитских књига. Пример ових јапанских мученика охрабрио је знатан број осталих, који су сачували своју веру у тајности, нарочито у забаченим крајевима западног дела Кјушуа око Нагасакија, где су хришћани били у већини још од 1580-их година.

### Устанак у Шимабари и изолација Јапана (1637—1639)
Велики број скривених хришћана у Шимабари и Амакуси побунио се против тираније локалних феудалаца и прогона хришћана током устанка у Шимабари (1637-1638) који је крваво угушен. Као последица овог устанка, који је однео животе преко 10.000 шогунових самураја и преко 38.000 побуњеника, шогун Токугава Јемицу је 1639. донео нови едикт, којим је прогласио затварање Јапана од иностранства: сви португалски и европски трговци су протерани (са изузетком Холанђана, који су помогли у гушењу устанка), Јапанцима је забрањено путовање у иностранство под претњом смрти, а прогон скривених хришћана и мисионара је интензивиран. У прогонима кои су уследили око 3.000 јапанских хришћана изгубило је животе због своје вере, а последње веће групе на Кјушуу уништене су 1658. године.